# Marciano Di Leo
Marciano Di Leo (Frigento, 31 dicembre 1751 – Frigento, 10 giugno 1819) è stato uno scrittore, poeta, canonico teologo, oratore e redattore statistico italiano.

## Biografia
Marciano Di Leo nacque il 31 dicembre 1751 a Frigento, centro del Principato Ultra nel Regno di Napoli, ubicato nel territorio dell'odierna provincia di Avellino. Fu avviato alla carriera sacerdotale dal padre Giuseppe, dottore in legge. Si formò presso il seminario di Avellino, considerata l'unione aeque principaliter della diocesi del piccolo centro natio, istituita nella seconda metà dell'XI secolo, con quella avellinese. Ancor prima di conseguire l'ordine sacerdotale, fu preposto all'insegnamento delle varie materie di eloquenza, poesia, storia e geografia. La sua curiosità intellettuale lo spinse ad approfondire lo studio delle opere di Dante e di molti altri autori italiani, finendo, nelle maglie censorie, con il rogo dei libri.
Ordinato sacerdote, completò i suoi studi a Napoli, dove si laureò in teologia. Si inserì ben presto nel circuito culturale della capitale, al seguito di Saverio de Matteis, Luigi Serio e Nicola Valletta, facendosi apprezzare per le qualità oratorie e la grande versatilità nell'improvvisazione poetica. Al periodo napoletano risalgono le sue più importanti opere in versi, quali Il tempio della Sapienza (ponderoso poema di imitazione dantesca, abbozzato e pubblicato in prima edizione nel 1782 e in seconda edizione nel 1796 presso l'editore Vincenzo Manfredi, costituito da 30 canti di 2702 ottave, recante il titolo Il tempio della Sapienza o sia l'uomo disingannato e incentrato su un viaggio simbolico alla ricerca della felicità, conseguita attraverso la Sapienza Divina) e Il Vesuvio nell'ultima eruzione degli 8 Agosto 1779 (canto di 48 ottave, scritto in occasione dell'eruzione, osservata dall'«amabil riva» di Mergellina e probabilmente pubblicato nei giorni immediatamente successivi, se si considera la dedica indirizzata al principe di Torella, datata 26 agosto 1779). Secondo gli studi del docente e critico letterario locale Mario Gabriele Giordano, Il Vesuvio del De Leo era noto a Giacomo Leopardi, tanto da indurre a ipotizzare che sia stato «la fonte più trasparente ed estesa» de La Ginestra. Tali affermazioni scaturiscono da un'attenta analisi delle due opere, che dimostra diverse analogie negli elementi descrittivi e lessicali. Alle espressioni di Leopardi «del formidabil monte sterminator Vesevo», «Di qua si specchia in mar», «il monte ignivomo fumante», «arida schiena» fanno rispettivamente eco quelle di Di Leo «Il Vesuvio famoso orribil monte», «di lontano fa specchio il mare», «la cresta fumante» e «pomicea sua schiena».
Al 1779 risale anche la pubblicazione del saggio Consiglio ad un giovane poeta dal Sig. Sherlock, pubblicato nel periodico romano Efemeridi letterarie. Questo testo permise a Di Leo di entrare in contatto con gli ambienti letterari romani e di partecipare al dibattito scaturito dagli scritti di Martin Sherlock, suo allievo di lingua italiana a Napoli. L'autore inglese accusava la poesia italiana di immaturità e, in particolare, giudicava Dante Alighieri «tanto gotico, quanto il tempo in cui visse», anteponendogli la figura di William Shakespeare come modello per i giovani poeti. Nel confutare le argomentazioni di Sherlock, Di Leo mostrò una vasta e solida conoscenza della tradizione letteraria italiana, inoltre difese ad oltranza Dante (che a quel tempo non godeva di molta ammirazione) e altri poeti, soprattutto Francesco Petrarca, Ludovico Ariosto e Torquato Tasso. La querelle si inseriva nella polemica contro l'accademismo della poesia italiana del Sei e del Settecento rispetto alla maggiore concretezza della letteratura inglese e ad una più approfondita conoscenza dell'opera di Shakespeare nel pubblico italiano.
Di Leo tornò nel luogo natio nel 1784 e percorse la carriera ecclesiastica di arciprete nel vicino paese di Gesualdo. Nel 1793 fu promosso a canonico teologo della cattedrale di Frigento, grazie all'appoggio del re Ferdinando IV e del vescovo De Rosa, prevalendo su uno dei più accreditati candidati locali, Giuseppe Mannella, canonico e maestro pubblico in Grottaminarda, nonché nipote dell'arciprete di Frigento. La nomina del Di Leo era più rassicurante di fronte al radicalizzarsi delle posizioni antiborboniche e giacobine del Mannella. Egli infatti «fu prescelto tra tanti, e fu il primo Canonico Teologo della Patria sua», con il compito specifico di insegnare e spiegare le Sacre Scritture come vicario del vescovo, residente ad Avellino. La sua dichiarata fede borbonica, l'obbedienza alle gerarchie ecclesiastiche e i suoi riconosciuti meriti facevano presagire un'elezione al soglio vescovile che, tuttavia, sfumò a favore del più modesto titolo di arciprete della città natale, ottenuto nel 1798. L'anno successivo Di Leo fu incaricato da Ferdinando IV di condurre un'operazione di contrasto alle idee rivoluzionarie che minacciosamente irrompevano nel Dipartimento dell'Ofanto (Capitanata). I servigi prestati consentirono all'arciprete frigentino di essere inserito con dispaccio dell'8 febbraio del 1799 nell'elenco degli eleggibili a vescovo. L'iniziativa del sovrano riempì di entusiasmo Di Leo, anche se non ottenne mai l'agognata investitura vescovile. Contemporaneamente l'arciprete si ritagliò un ruolo ancora più attivo come sostenitore della reazione filoborbonica nel Principato Ultra, scrivendo contro il dilagare delle idee giacobine perorate dal canonico Sabino Mannella. Diversi furono i sermoni di Di Leo contro le nuove correnti riformatrici. Fu anche l'ispiratore dell'abbattimento dell'albero della libertà di Frigento.
Dopo le fasi convulse dei mesi rivoluzionari del '99 e della restaurazione borbonica, con l'indulto regio del 1801, che aveva consentito ai municipalisti, eletti da assemblee popolari e con buona condotta, di rimanere al proprio posto, l'arciprete maturò una riflessione politica e intellettuale sulle ragioni, difficili e contraddittorie, delle scelte personali, di ceto, di gruppo e di località. Con l'avvio del decennio francese nel Regno di Napoli (1806-1815), Di Leo tentò di ridefinire il proprio ruolo nella società, anche alla luce del portato delle idee della Francia rivoluzionaria e dell'Europa napoleonica. Nel 1810 ottenne la nomina a vicario capitolare della diocesi (carica che conservò fino al 1818, anno della soppressione della sede vescovile frigentina) e l'incarico di pronunciare l'elogio funebre del vescovo di Avellino e Frigento, monsignor Sebastiano de Rosa. Tra il 1809, quando fu istituita l’Officina di statistica presso il Ministero dell'Interno, e il 1810, Di Leo fu impegnato ad elaborare e a redigere il Prospetto storico-politico-topografico della Provincia del Principato Ulteriore del Regno di Napoli. L'opera, manoscritta ed incompiuta, dimostrava un'ampia conoscenza della letteratura e delle fonti nel campo dell'economia, dell'agricoltura e della statistica, da appassionato cultore anche dei temi più strettamente scientifici.
Nel 1811, anno in cui fu organizzata dal governo di Gioacchino Murat un'articolata indagine statistica sulle condizioni del Regno di Napoli, Di Leo fu inserito nell'elenco dei redattori provinciali dell'inchiesta murattiana, selezionato tra i componenti delle Società di agricoltura (dal 1812 Società economica) e nominati dal Ministro su proposta degli Intendenti. Scelto tra gli intellettuali locali del tempo, con l'incarico di compilare la relazione finale della Statistica del Principato Ultra, organizzò la gran mole di dati ricevuti dai corrispondenti dei singoli comuni secondo i rigidi parametri ministeriali. Le risposte fornite da ciascuna delle sezioni trattate costituiscono una fonte inesauribile per la conoscenza dei territori considerati sotto gli aspetti geologici, idrografici, climatologici, alimentari, igienico-sanitari, agricoli, zootecnici e manifatturieri, così come richiesto dall'incarico e nel pieno spirito del tempo, secondo un fare enciclopedico dei savants tipico del pensiero illuminista, indirizzato alla conoscenza più profonda dei meccanismi naturali per orientare le scelte alla «felicità dei popoli». La ricognizione e la rilevazione delle informazioni era coordinata dall'arciprete altamurano Luca De Samuele Cagnazzi, professore di economia statistica all'università di Napoli. Di Leo aveva ricevuto anche l'incarico di redigere la Statistica del Principato Citra, che declinò per i numerosi impegni in favore del salernitano Gennaro Guida.
Alla morte dell'arcidiacono, prima dignità del Capitolo di Frigento, Di Leo sperava di ricoprire il posto vacante, ma una vaga e pretestuosa inchiesta, circa «la firma di alcune carte che egli giurò innanzi al Vescovo di non aver giammai sottoscritte», pose fine alle sue aspirazioni. Per quanto adatto alla carica religiosa, prevalse la logica della grettezza del contesto locale, nutrita da sospetti, invidie e gelosie dentro un sistema clientelare, come era già accaduto nel 1798.
Il passaggio dalla delusione alla disillusione fu breve, innescando una crisi personale acuita dal nuovo contesto istituzionale seguito al Congresso di Vienna e alla restaurazione dei Borboni a Napoli. Di Leo morì a Frigento il 10 giugno 1819.

## Opere

### Edite
- Il tempio della sapienza poema epico del canonico Marciano Di Leo, Vincenzo Mazzola Vocola, Napoli, 1782.
- Il tempio della sapienza o sia L'uomo disingannato poema epico di D. Marciano Di Leo Canonico Teologo della Chiesa Cattedrale di Frigento coll'annotazioni di D. Antonio Capaldo, Vincenzo Manfredi, Napoli, 1796.
- Breve ristretto del Poema intitolato Il Tempio della Sapienza o sia L'uomo disingannato di d. Marciano De Leo Arciprete di Frigento Nuovamente dall’Autore riveduto, accresciuto e diviso in cinque Poemi, Gaetano Eboli, Napoli, 1816.
- Il laberinto de' filosofi. Poema epico di D. Marciano Di Leo, Manfredi, Napoli, 1817.
- Il Vesuvio nell'ultima eruzione degli 8 Agosto 1779. Canto di D. Marciano Di Leo, Stamperia di Gioacchino Milo, Napoli, [1779].
- Consiglio ad un giovane poeta dal Sig. Sherlock, in «Efemeridi letterarie», nn. VIII, pp. 57-61, IX, pp. 66-69,- X, pp. 74-77, 1779.
- Consiglio di un giovine poeta al sig. Sherlock dell'abate d. Marciano Di Leo, s.l, s.d.
- In morte dell'Imperatrice regina apostolica Maria Teresa d'Austria: componimenti poetici, Napoli, 1781.
- All'illustriss., e reverendiss. monsig. d. Agostino Gervasio in occasione di esser stato translatato dal vescovato di Melfi all'arcivescovato di Capoa. Ode saffica di d. Marciano Di Leo arciprete di Gesualdo, [Napoli], [1791].
- Raccolta di varj sonetti del signor D. Marciano Di Leo arciprete di Frigento e del sacerdote P. Antonio Capaldo della città di Bisaccia in occasione delle armi vittoriose di Ferdinando 4. re delle Due Sicilie e suoi potenti alleati, s.l., 1799.
- Prediche quaresimali di d. Marciano De Leo arciprete della cattedrale di Frigento. Parte 1, Domenico Sangiacomo, Napoli, 1807.[25]
- Prospetto storico-politico-topografico della Provincia del Principato Ulteriore del Regno di Napoli.[26]
- Redazione delle risposte statistiche sulle domande del Ministero dell'Interno, sez. 4^, riguardante la caccia, pesca ed economia rurale.[27]
- Il trionfo della Fede nel glorioso martirio di S. Vito Tragicomedia composta da D. Marciano di Leo Arciprete di Gesualdo.[28]
- Alla maestà della regina in occasione del ricevimento che fa il re alla deputazione ungara vestito alla foggia di quella nazione, [Napoli], s. d.
- Al re in occasione del ricevimento de' deputati della nazione ungara, [Napoli], s. d.
- A S.A.R. il principe Francesco Borbone. Nel portarsi nel Duomo a render grazie a Dio per il suo felice ritorno da Sicilia in Napoli. Sonetto, s. l., s. d.

### Inedite
- Saggio storico sui popoli irpini.[29]
- Quattro trattenimenti.[30]
- La Donna Forte rappresentata in Maria Carolina d'Austria Augusta Regina di Napoli per la riconquista del Regno di Napoli. Poema sciolto del Molto reverendo D. Marciano di Leo, Arciprete della Cattedrale Chiesa di Frigento. Anno 1803.[31]

## Galleria d'immagini

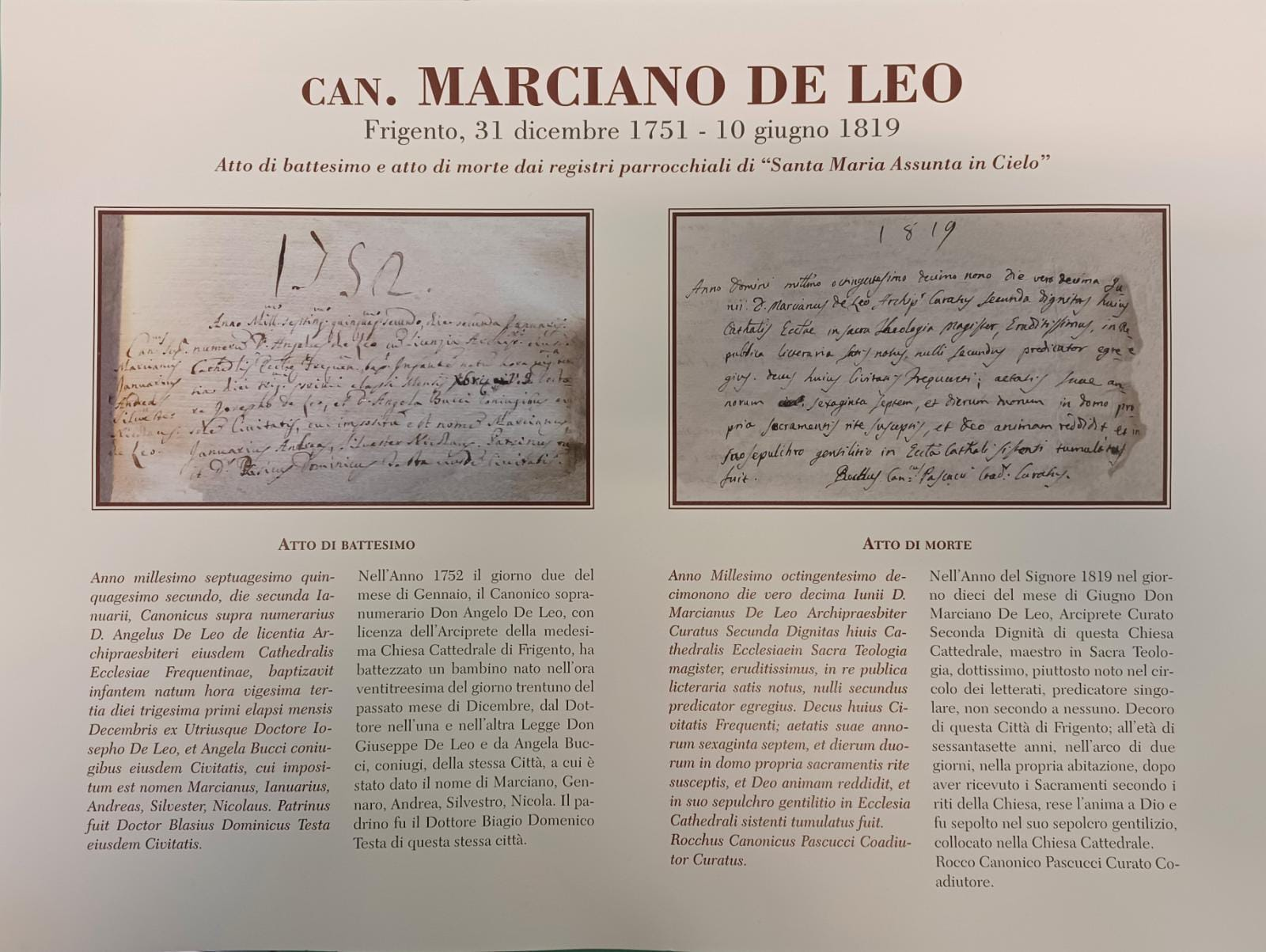
Atto di battesimo e atto di morte di Marciano Di Leo (registri parrocchiali di Santa Maria Assunta di Frigento – testo originale in latino e traduzione in italiano)
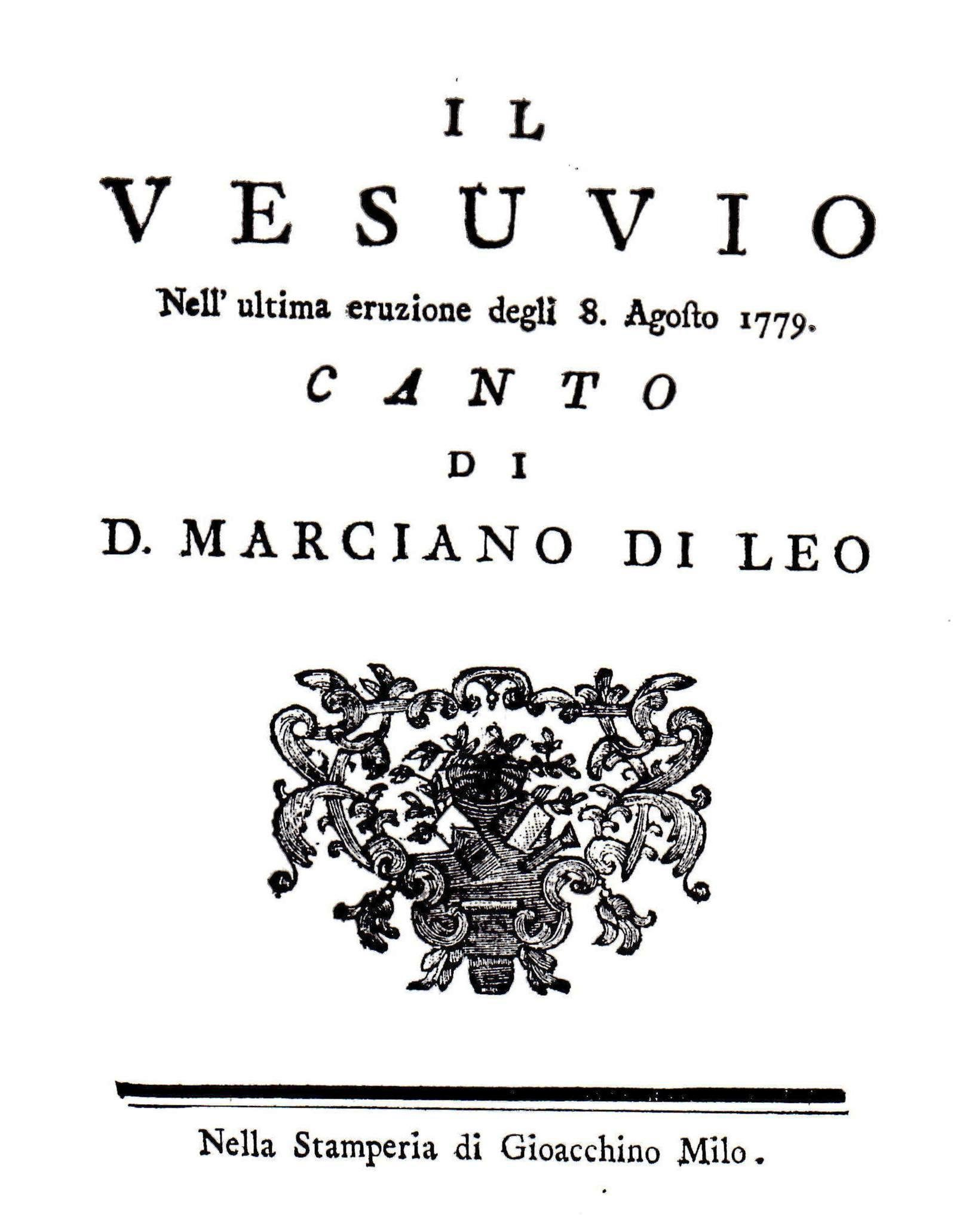
Frontespizio de Il Vesuvio nell’ultima eruzione degli 8 Agosto 1779. Canto di D. Marciano Di Leo, Stamperia di Gioacchino Milo, Napoli, 1779
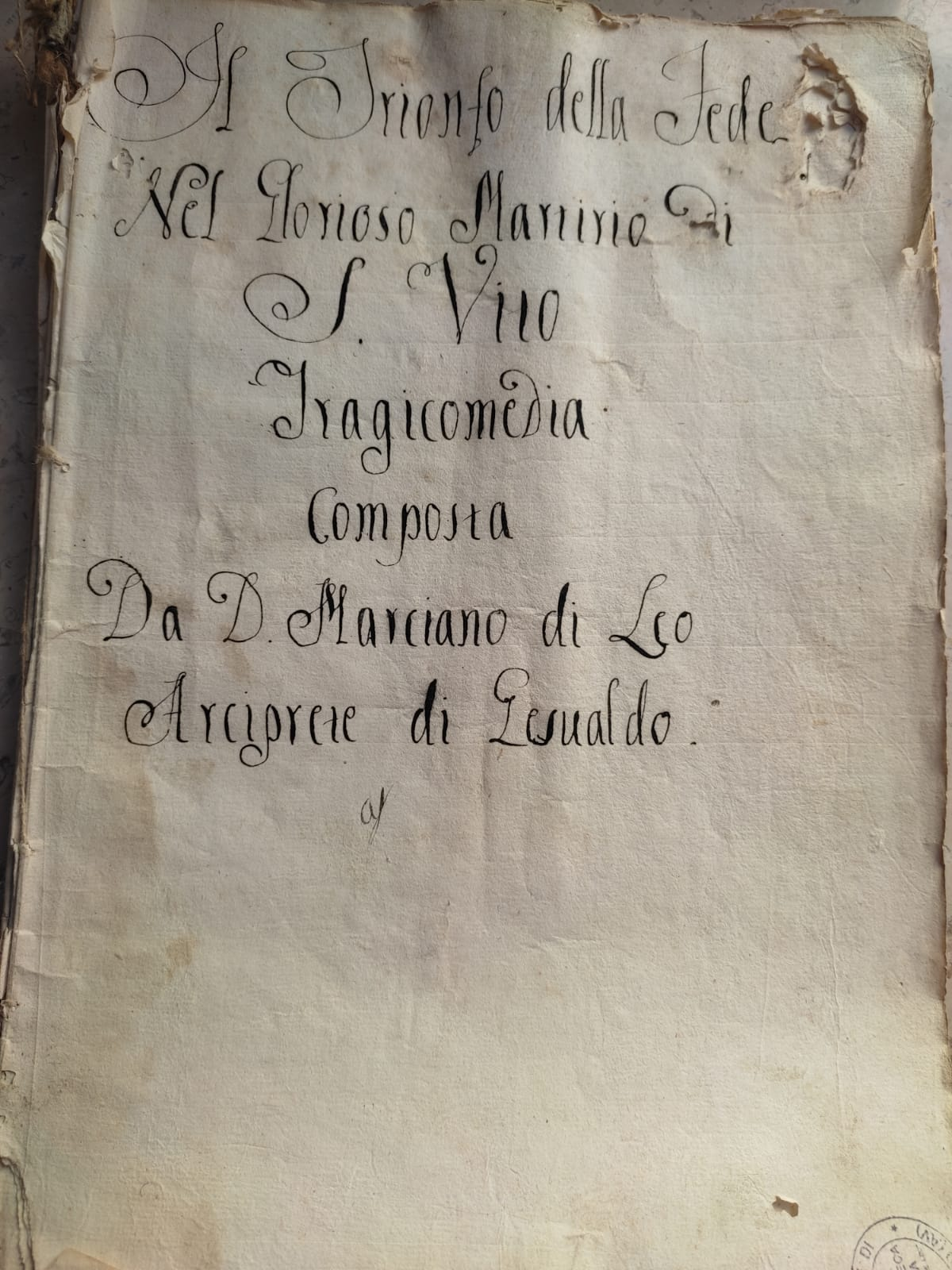
Frontespizio de '’Il trionfo della Fede nel glorioso martirio di S. Vito (opera manoscritta)

### Esplicative
1. ↑  Il nome completo, annotato nel registro dei battezzati della Parrocchia di Frigento, è Marcianus, Ianuarius, Andrea, Silvester, Nicolaus. Il cognome De Leo si associa talora alla forma Di Leo, rinvenibile dalle firme apposte sui registri parrocchiali e sul frontespizio delle sue stesse opere; tuttavia nell'atto di battesimo il cognome risulta essere De Leo.

### Bibliografiche
1. ↑  Giovanniello e Forgione (1999), p. 132.
2. ↑   Michele Sisto, Uomini e paesaggi di Principato Ultra. Marciano Di Leo e la redazione della statistica murattiana, Edizioni del Centro Dorso, Avellino, 2009,  p. 6.
3. ↑  Giovanniello e Forgione (1999), p. 132.
«L'esperienza del Di Leo si può desumere dal suo manoscritto Prospetto storico-politico-topografico della Provincia del Principato Ulteriore del Regno di Napoli, ed è ben evidenziata da Giuseppe Antonio Pelosi (Marciano Di Leo, scrittore del secolo XVIII, La Galazia, Maddaloni, 1925), il quale afferma che gli studi impartiti nelle strutture religiose del tempo "erano manchevoli e insufficienti".»
4. ↑  Ciampo (1828), p. 83.
«Per le sue dotte orazioni, e pe' suoi Panegirici brillanti [...] fu destinato successore al famoso padre Burgot nella Reale Arciconfraternità di S. Luigi di Palazzo [...] fu poi chiamato ad annunziare la parola del Signore dai primi Pulpiti del Regno, come di Ariano, di Salerno, di Manfredonia, ed infine della Capitale istessa che con venerazione ascoltavano i sagri ed utili insegnamenti.»
5. ↑  Ciampo (1828), p. 85.
«[Durante il soggiorno napoletano, Di Leo fu ammirato] e desiderato in tutte le società letterarie per le sue estemporanee poesie. Egli in ogni metro, in qualunque soggetto, con rime e parole obbligate cantava degnamente nelle feste dei Grandi, e trà le letterarie brigate, e più spesso ancora in casa del Signor Rivellini Segretario della Camera in quel tempo.»
6. ↑   Filippo De Iorio, Elogio storico-critico dell'abate Marciano Di Leo, Illustre filologo e poeta del Secolo XVIII, n. 2, Napolo, Giordano, 1835,  p. 24.
«L'opera, ritenuta il capolavoro del Di Leo, fu rivista ed ampliata dall’autore nel corso degli anni e l'edizione del 1816, intitolata Breve ristretto del Poema, avrebbe dovuto comprendere 120 canti, divisi in cinque poemi: La ricerca della felicità, Il laberinto de' filosofi, I filosofi in dibattimento; Il volo aerostatico, La scoverta della verità. Nel Breve ristretto, l'autore abbozzò "tutto il disegno in un canto solo", costituito da 113 ottave, per offrire "una chiara, e distinta idea generale del Poema". L'anno successivo pubblicò la parte "che contiene Il Laberinto de' Filosofi, restando le altre inedite, ma complete presso de' suoi eredi".»
7. ↑  Giordano (1991), p. 6.
«[È possibile che il poeta] abbia dettato quella sua vasta ed accorata sinfonia avendo materialmente sul tavolo di lavoro quarantotto ottave di un trascurato poeta irpino del Settecento.»
8. ↑  Il saggio venne pubblicato su un periodico romano, Efemeridi letterarie di Roma, in tre uscite settimanali dal febbraio al marzo del 1779 (nn. VIII, IX, X). Nello stesso anno fu pubblicato anche un libretto, intitolato Consiglio di un giovane poeta al signor Sherlock. «E quando il Signor Scalpelli editore dell'Efemeridi di Roma volle fare eco alle proposte dell'Inglese, Leo vi rispose con quattro trattenimenti che son da tutti ricercati; e coronò la confutazione con un Sonetto sullo stile del Filicaja, il quale così comincia. Povera Italia! e non bastò lo scempio. Che di te fer le Gotiche masnade» (Ciampo (1835), p. 85). Sulla disputa con Sherlock si confronti anche  Giuseppe Zigarelli, Sulla influenza che hanno le imagini de' grandi uomini, Napoli, Tipografia di Luigi Banzoli, 1941,  p. 11.
9. ↑   Mario Gabriele Giordano, Leopardi e l'altro Vesuvio, Salerno, Mephite, 2003,  p. 25.
10. 1 2 3  Giovanniello e Forgione (1999), p. 134.
11. ↑  Ciampo (1830), pp. 87-88.
12. ↑   Il tempio della sapienza o sia L'uomo disingannato poema epico di d. Marciano De Leo canonico telogo della chiesa cattedrale di Frigento coll'annotazioni di d. Antonio Capaldo, vol. 1, 1796,  p. 235 (nota 26).
«Grande era la devozione nei confronti di Ferdinando IV; nel Vesuvio il sovrano era stato definito «Re clemente, e pio» e successivamente nel Tempio della sapienza o sia l'uomo disingannato venne descritto come «felicemente regnante, cui auguriamo dal cielo ogni prospero successo, ed una lunghissima serie di anni con tutta l'augusta famiglia per bene, e sollievo de' suoi fedelissimi sudditi».»
13. ↑  «Nel tre maggio, sentendosi vicina nella Puglia la Real Truppa, (mi portai) in piazza, con l'onorata coccarda del Re ad animare il Popolo a gittare a terra l'arbore» (ASN, ABRS, 134/12). Interessante si presenta anche una raccolta di sonetti che Di Leo scrisse nel 1799, dopo la sanguinosa reazione delle bande sanfediste, e che raccontava con efficacia descrittiva i fatti avvenuti: Raccolta di varj sonetti del signor D. Marciano Di Leo arciprete di Frigento e del sacerdote P. Antonio Capaldo della città di Bisaccia in occasione delle armi vittoriose di Ferdinando 4. re delle Due Sicilie e suoi potenti alleati.
14. ↑   Francesco Barra, Il Real Collegio di Avellino in Storia Illustrata di Avellino e dell'Irpinia, in Francesco Barra, Il Risorgimento, IV, Pratola Serra, Sellino e Barra, 1996,  p. 129.
«Deluso dalla meschinità della restaurazione borbonica, nel decennio aderì però al nuovo regime, del quale fu in Irpinia uno degli esponenti di punta a livello ecclesiastico e culturale.»
15. 1 2  Sisto (2013), p. 8.
16. ↑  Sisto (2013), p. 5.
«Il manoscritto, pur non riportando alcuna datazione, può essere collocato "al più tardi nella seconda metà del 1810 in base ad un’attenta valutazione della coerenza interna di alcuni elementi descrittivi". Si veda anche la nota 27.»
17. ↑  Sisto (2013), pp. 11-60.
18. ↑   numero1 Giuseppe Zigarelli, Storia civile della città di Avellino ovvero serie cronologica de' suoi Castaldi, Conti e Principi, I (-II), Napoli, Stabilimento Tipografico dei Fratelli Tornese, 1889,  p. 456.
«In quanto ai Socii Ordinarii che componevano la prefala Società di Agricoltura in Avellino, giova qui notare, che eran dessi i primi uomini della nostra Provincia [...] Infatti eran, Giovannantonio Cassitto, enciclopedico, notissimo in Francia ed in Germania, a preferenza dei suoi connazionali; Giuseppe Catone, Monsignor Arcangelo Gabriele Cela, poi Vescovo di Anglona e Tursi; l'Abate Domenicantonio Cimaglia, anche fatto Vescovo di Molfetta; Bartolommeo Criscitelli; Marciano di Leo, autore del Tempio della Sapienza, ossia l'uomo disingannato nel secolo XVIII»
19. ↑  Il discepolo Fabio Ciampo asserisce che «Più assistendo egli al Signor Zannotti che per ordine Sovrano erasi recato a prendere dall'altezza di questo Campanile di Frigenti le longitudini e le latitudini de' Paesi onde formarne esatta carta Geografica, ne ricavò pure grande utilità, e ci diede con somma esattezza la carta Topografica del Principato che pubblicata in seguito venne applaudita giustamente dal Galanti e dal Piazzi» (Ciampo (1828), p. 82). Francesco Barra, inoltre, afferma che il canonico Marciano Di Leo «è meritevole di menzione soprattutto per una sua inedita Descrizione del principato Ultra e per l'essere stato collaboratore della Statistica murattiana» (Dalle riforme alla rivoluzione: l'Irpinia al tramonto dell'ancien régime, in Storia illustrata di Avellino e dell'Irpinia, IV, Il Risorgimento, cit., p. 13).
20. ↑   Domenico Demarco (a cura di), La statistica del Regno di Napoli nel 1811, Roma, Accademia Nazionale dei Lincei, 1988.
21. ↑  Ciampo (1828), p. 88.
22. ↑  Giovanniello e Forgione (1999), p. 139.
23. ↑  Ciampo (1828), p. 87.
«Egli aveva una grata fisionomia, era alquanto obeso, di volto e naso rotondo, di occhi vivaci e di colore bruno. Non superbo ne gonfio [...] Sempre vario ed incostante; diffidava di tutti, e rompeva ogni rapporto, lontano dal adulare i Grandi, si separava facilmente da suoi medesimi Protettori.»
24. ↑  Fabio Ciampo nel suo Elogio riporta la data del 10 giugno 1820 (Ciampo (1828), p. 88). Nei registri dei morti della Parrocchia di Santa Maria Assunta di Frigento la data rilevata è il 10 giugno 1819.
25. ↑  Ciampo (1828), p. 84.
«[Furono pubblicate nel 1807 a Napoli da Domenico San Giacomo] dieci prediche quadragesimali, promettendo il resto con altre orazioni funebri e panegiriche; ma di queste si conservano i soli manoscritti, imperciocchè essendo state le prime sindacate, e riguardate più tosto come apologie e meditazioni, gli Eredi non vollero pubblicare le seconde.»
26. ↑  Questo manoscritto è conservato presso la Biblioteca della Società di Storia Patria in Napoli (sezione manoscritti, XXXI.a.13, 49-163). L'opera è stata analizzata e pubblicata da Sisto (2013), pp. 62-161.
27. ↑  Il manoscritto (di pp. 22, con un’appendice di tavole statistiche) è conservato presso l’Archivio di Stato di Napoli (I° inv., fasc. 2202) ed è stato oggetto di studio da Domenico Demarco ( Domenico Demarco (a cura di), La statistica del Regno di Napoli nel 1811, Roma, Accademia Nazionale dei Lincei, 1988.).
28. ↑  Tragicommedia manoscritta, pubblicata da Giovanniello e Forgione (1999), pp. 69-131.
29. ↑  Manoscritto conservato presso la Biblioteca della Società di Storia Patria in Napoli.
30. ↑  Scritti in occasione della disputa con l'inglese Martin Sherlock e «da tutti ricercati», stando a quanto affermato da Ciampo (1828), p. 85.
31. ↑  Manoscritto conservato a Brindisi, presso la Biblioteca pubblica arcivescovile Annibale De Leo, Manoscritti, ms L/5.